# Chamaedorea arenbergiana
Chamaedorea arenbergiana är en enhjärtbladig växtart som beskrevs av Hermann Wendland. Chamaedorea arenbergiana ingår i släktet Chamaedorea och familjen Arecaceae. Inga underarter finns listade i Catalogue of Life.